# Thalassoma quinquevittatum
Thalassoma quinquevittatum es una especie de peces de la familia Labridae en el orden de los Perciformes.

## Morfología
Los machos pueden llegar alcanzar los 17 cm de longitud total.

## Distribución geográfica
Se encuentra desde el África Oriental hasta las Hawaii, las Islas Marquesas, las Tuamotu e Islas Ryukyu.